# جواز سفر قرغيزي
يصدر جواز السفر القرغيزي لمواطني قرغيزستان للسفر الدولي.

## المظهر
يحتوي جواز السفر القرغيزي على 32 صفحة بدون الغلاف. الصفحات الداخلية لجواز السفر لها خلفية زرقاء فاتحة. غطاء جواز السفر أزرق فاتح ومصنوع من مادة مقاومة للتآكل. على الجزء الخارجي من الغلاف الأمامي يوجد اسم الدولة باللون الذهبي باللغة الرسمية والإنجليزية. يوجد في المنتصف شعار الدولة. يوجد أسفل شعار الدولة كلمة جواز السفر باللغة الرسمية والإنجليزية.

## متطلبات التأشيرة
اعتبارًا من 2 يوليو 2019 كان مواطنو قرغيزستان يتمتعون بإمكانية دخول 62 دولة وإقليم بدون تأشيرة أو تأشيرة عند الوصول، مما أدى إلى تصنيف جواز سفر قرغيزستان 82 من حيث حرية السفر وفقًا مؤشر هينلي لجوازات السفر.

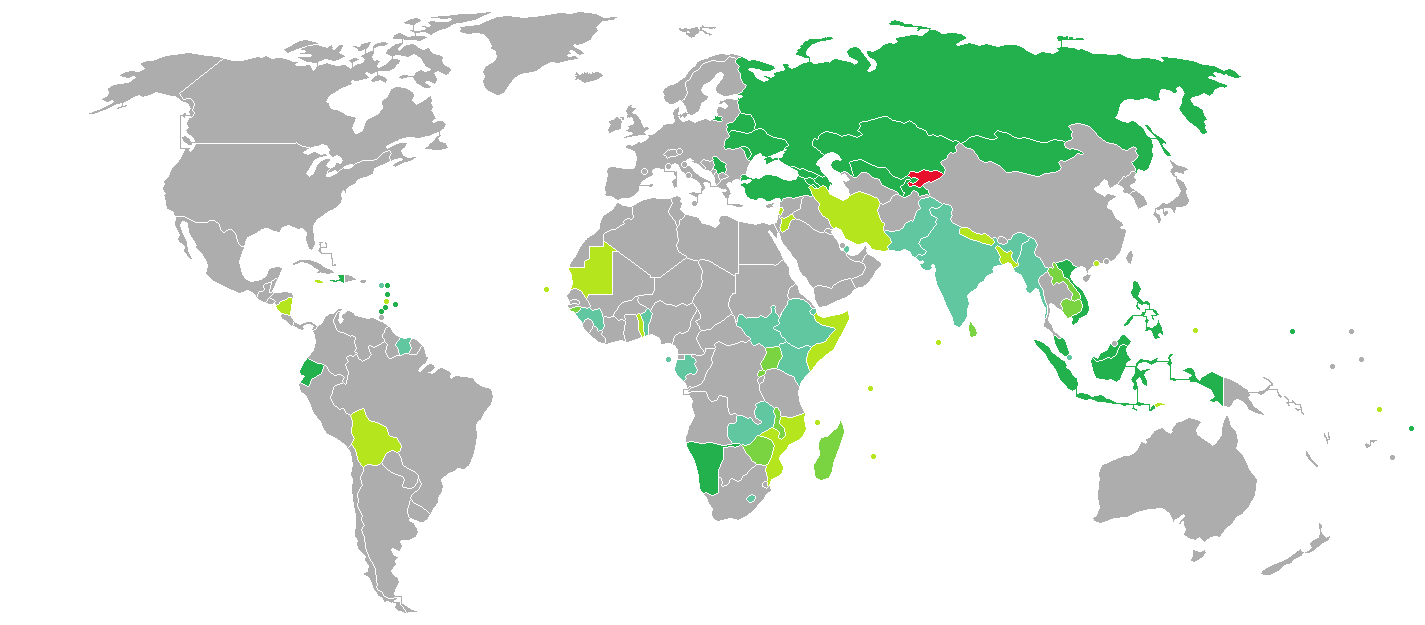
البلدان والأقاليم التي لا تفرض تأشيرة أو تطلب تأشيرة دخول عند الوصول للجهة، لحاملي جوازات السفر القيرغيزينية العادية.